# 中洲地区 (倉敷市)
中洲地区（なかすちく）は、岡山県倉敷市倉敷地域にある地区である。倉敷市立中洲小学校区とほぼ同じである。
なお、旧中洲町と現在の中洲エリアとは範囲が異なっており、旧中洲町には現在の水江・酒津に加え、中島が加わる。現在、中洲エリアとなっている安江・八王寺町は大市村（のち万寿村）であった。

## 概要
倉敷市中心市街地の北西部に位置する。地名は、当地の中心地区である酒津・水江が旧中洲町に属していたことに由来する。また中洲町は当時属していた酒津・水江・中島が、東西に分かれた高梁川の間に位置していたことが由来である。
エリアの地理は、総社市境や船穂地区との境界に山地がある以外は平地である。当地を北側から南西へ高梁川が流れており、川筋により東西に分断されている。しかし、現在では川より西には数軒の住宅とその農地、墓地などがあるのみである。両岸を渡す渡船（後述）が酒津・水江にそれぞれあったが、利用者は通勤通学目的で1日数人程度であるため、酒津の渡しは2009年3月いっぱいで廃止となった。
中世後期までは、山地とその麓以外は吉備の穴海とよばれる海域であったが、徐々に干拓されていき、江戸時代中期には当地の全てが陸地化している。このとき、高梁川は当地北部の古地（総社市清音）で東西に分岐し、当地の西側と東側をそれぞれ南流していた。明治後期から大正期までの高梁川改修工事により、東西高梁川は廃川となり、このときに新しい川筋により当地が分断された。
東高梁川の廃川地は工場地や宅地や商業地として活用されている。
主要幹線道路である岡山県道24号・396号・428号が造成され、さらに平成には倉敷インターチェンジ付近から続く片側2車線の大型道路である岡山県道60号線などが造成され、大小のロードサイド店舗が並び発展した。
また、古くから米・麦・い草・野菜等の農業が盛んであったが、現在はほとんどが住宅地となっており、郊外型の市街地として人口が増加した。
他に醤油醸造業や豆腐製造業、花莚（かえん）、切り花なども盛んであったが、現在は衰退した。しかし、現在も古くから営業している企業もある。

## 地域

### 酒津

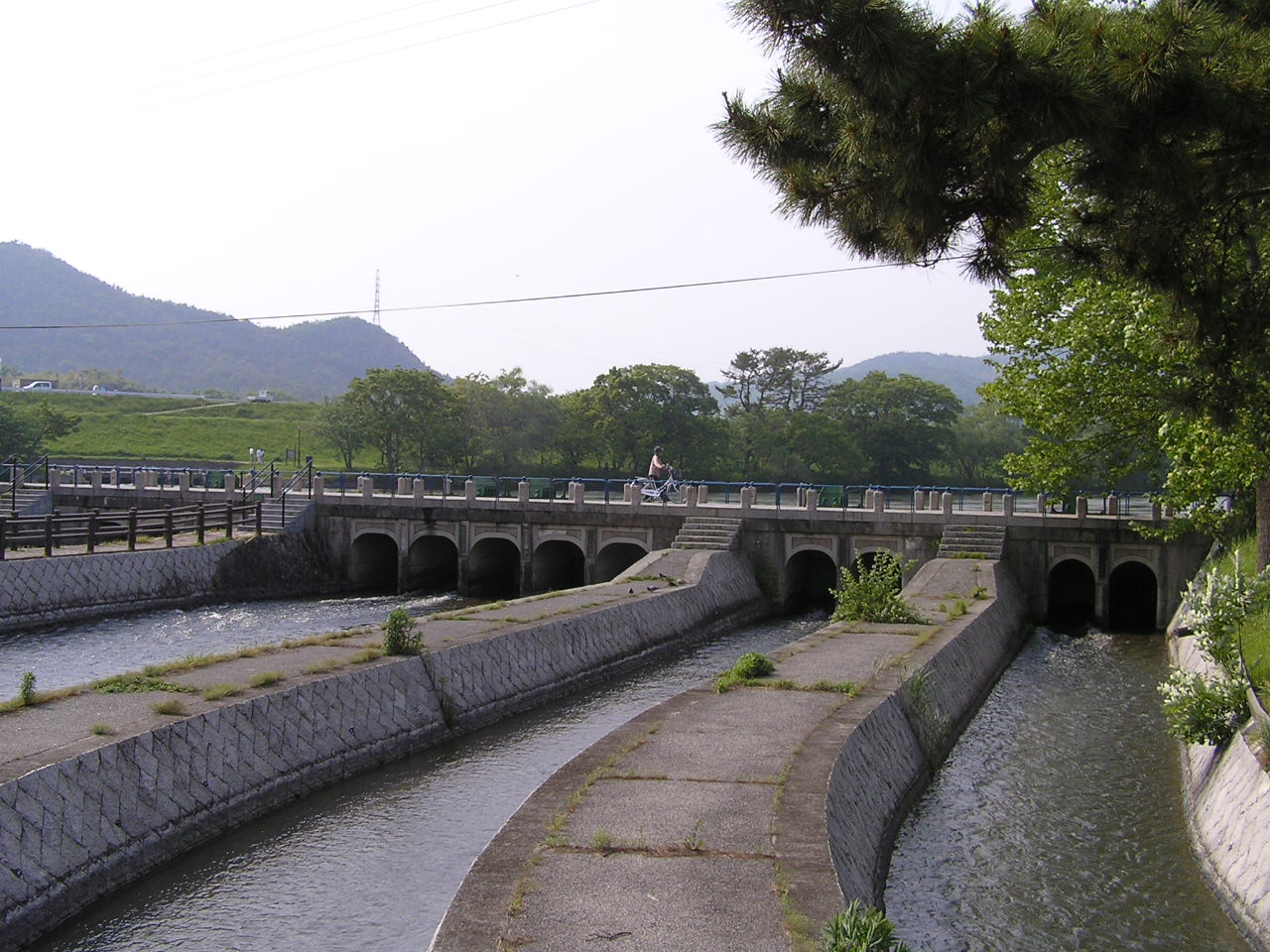
酒津堰の水門

市域北部で、当地区の北部に位置し、総社市清音と接する。古代における海岸線であり、総社市湛井で分岐し、さらに総社市清音古地で分岐した高梁川の河口にあたる。古くから河口周辺に位置する川湊として開かれていた。
中世になると、近隣で青江派と呼ばれる刀工等が活発に活動し、彼らの刀剣が酒津の湊から水運を利用して各地に流通した。
中世後期から明治までの干拓により沿岸地から内陸地へと変化したが、高梁川の水運を利用し川港としての機能を保持したが、新田が南部へと干拓により広がるにつれ、その港機能を失っていった。明治期には高梁川の大改修により川筋が変遷。酒津の中央部を西南方向へ大きく跨る形となり、多くの土地が水没した。旧川筋は廃川となり新しい土地も生まれた。
その後に廃川地を利用し、酒津と水江にまたがり設立された倉敷絹織（倉敷レーヨン、クラレ）の影響で住宅地が発達した。また、取水のべんがよいため、周辺に広がる広大な平野地帯への配水池として水利上重要な地として整備された（酒津堰）。その周囲はたくさんの桜が植えられ、公園に整備され、現在も憩いの場・桜の名所として知られている。

### 水江

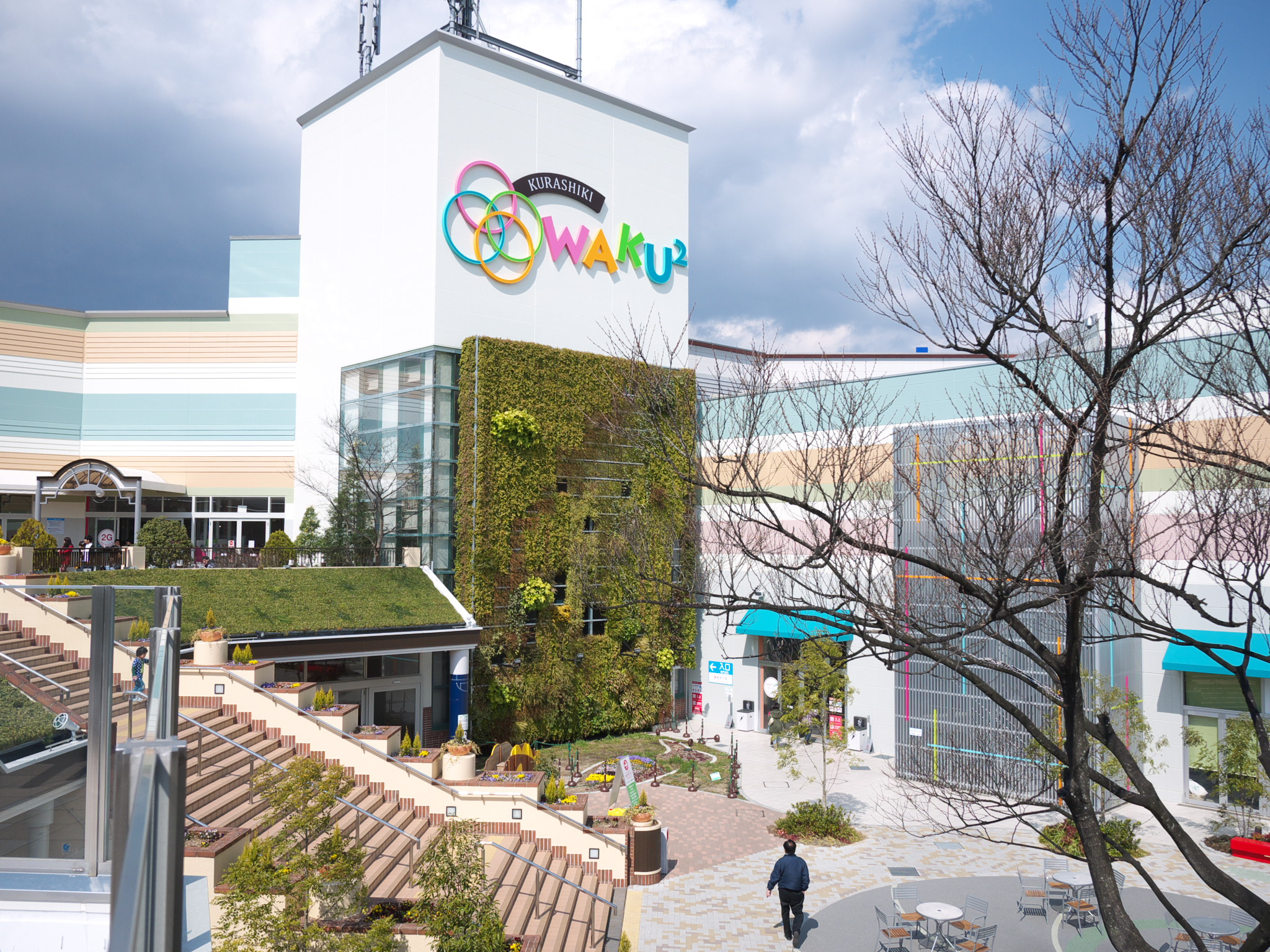
イオンモール倉敷

市域北部の高梁川下流東岸にある。もとは窪屋郡水江村だった。
『備中誌』には元和4年（1618年）に開墾されたとあり、江戸時代にこの地を領有した備前岡山藩主・池田忠雄が東高梁川の川筋を固定させ、東西の高梁川の間に出来た葦原を開発し、水江村として窪屋郡に所属させたとされる。
明治から大正に掛けて長期間行われた高梁川の改修工事により、新川筋で水江は東西に分断される形となる。小字「古水江」の多くが新川筋の中・河川敷となった。それにより古水江は、新川筋（現在の川筋）の両岸にわずかに名を残すのみとなる。
また、東西に分断された地を渡す渡船「水江の渡し」（後述）が設置された。
昭和2年には倉敷絹織（現クラレ）の工場が東高梁川の廃川地に造成され、翌年4月に創業を開始する。
元々砂地で排水良好な土地が多く、商業地である倉敷に近いことから近郊型園芸地帯として野菜（レンコンなど）栽培や切り花などの生産が多かったが、近年になると宅地への転換が増加した。
その後同地には昭和中期から平成にかけ、大型の主要幹線道路が造成され、ロードサイド店舗や住宅地が多く立地。特に現在はイオンモール倉敷が立地することで知られる。ほかに廃川地には中洲小学校・幼稚園なども立地している。

### 安江
中洲エリアの南東に位置する地区で、旧東高梁川の東岸堤防沿いに出来た農村で、かつては窪屋郡安江村といった。
天正年間に当時の岡山城主・宇喜多秀家が当地の一部を開墾しているが、大半は江戸時代にの元和5年に当地を領有した備中国松山藩主・池田長幸が開墾し、窪屋郡安江村として誕生した。寛永19年に池田家が除封、幕府領となり倉敷代官所管轄の倉敷支配所となる。
明治期から大正期の高梁川大改修工事により、東高梁川の廃川地を利用し、地区の面積が大幅に広がった。現在、廃川地だった所には、中洲団地や中洲保育園などが立地している。
明治22年に周辺村と合併し、大市村となり、同34年の大高村を経て、昭和2年に旧倉敷市に編入した。
現在、幹線道路沿いにはロードサイド店が多く立地、それ以外の地は住宅地が多く立地している。

### 八王寺町
中洲エリアの東部に位置する。東高梁川廃川以前は同河川の東岸地域であった。古代には窪屋郡大市郷の一部で、当時の高梁川の河口に位置し、周囲は吉備の穴海という海域であった。後、高梁川による土砂の堆積作用で阿智の潟と呼ばれる干潟地帯となる。
戦国時代終わり頃から、周囲の海域・干潟が徐々に干拓されて新田地帯となっていき、天正13年（1585年）、笹沖村にあった井上寺という寺院を当地の渋江集落に遷し、同寺の鎮守である八王子権現を当地に勧請して祀った。この頃に当地の新田開発が行われたと考えられている。
その後、八王子権現に由来し八王子村と称し、一部は備前岡山藩領（172石6斗）、また一部は旗本・長谷川家（556石8斗）の所領（知行所）となった。
明治になると、周辺の村々と統合され、明治22年6月1日、窪屋郡八王子・浜・大内・川入・日吉・平田・福島の各村が合併し、万寿村を新設した。その後、倉敷町・旧倉敷市を経て新倉敷市となり、現在に至る。
現在は、大型幹線道路の整備などで急激に住宅化が進み、ロードサイド店舗が林立。

## 水江の渡し・酒津の渡し

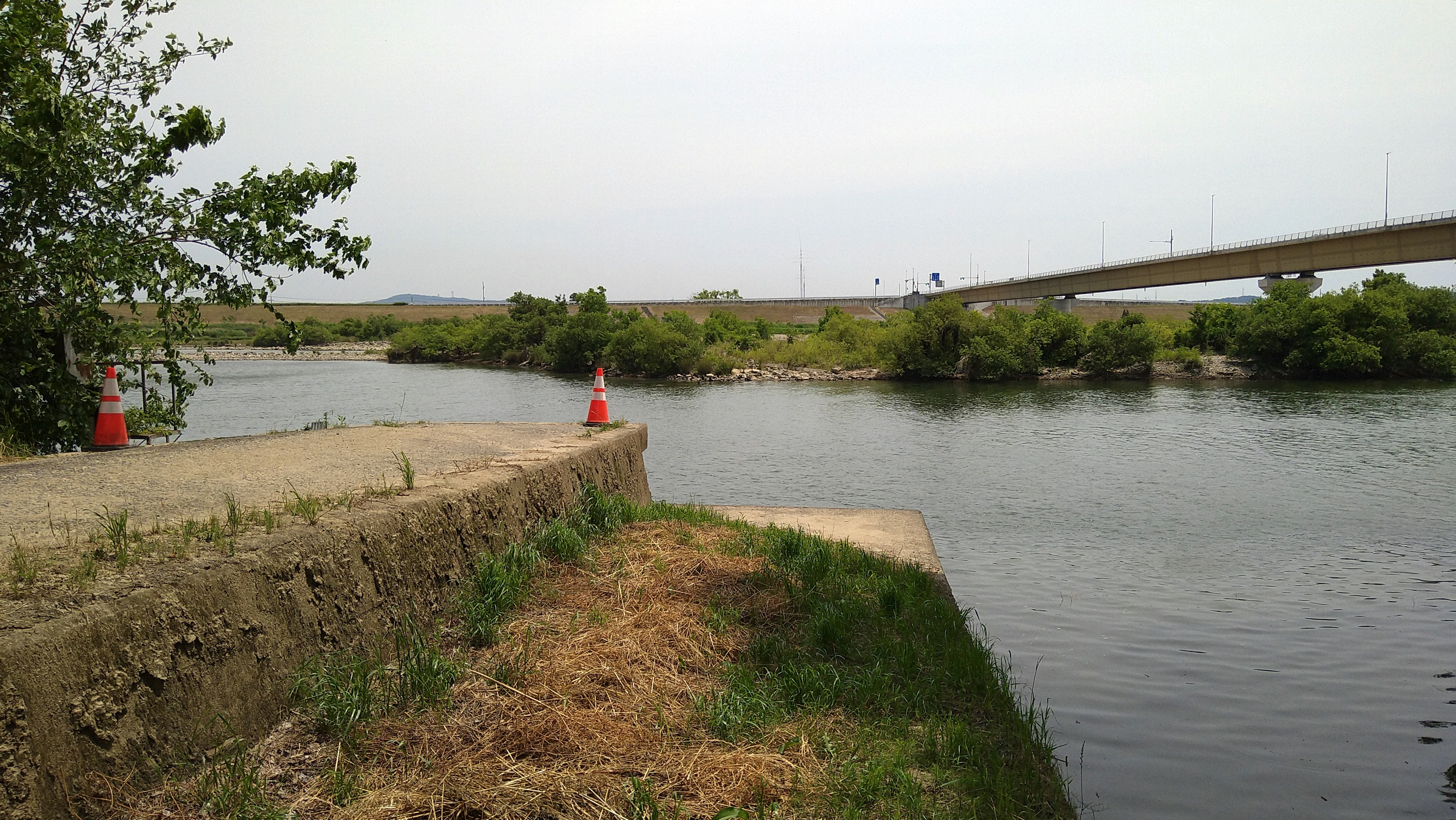
水江の渡し跡（北側）

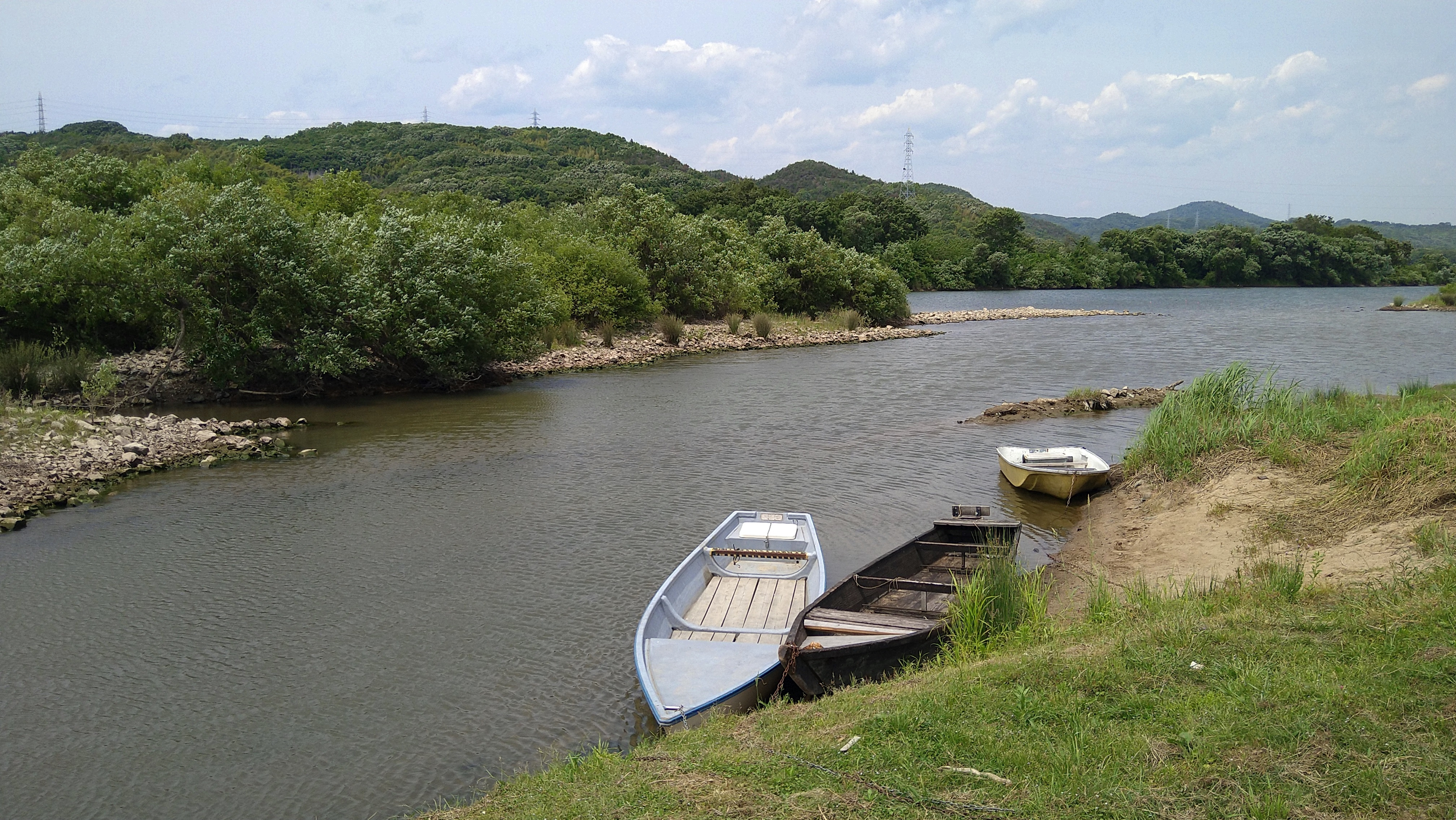
水江の渡しで使用された船体（右）

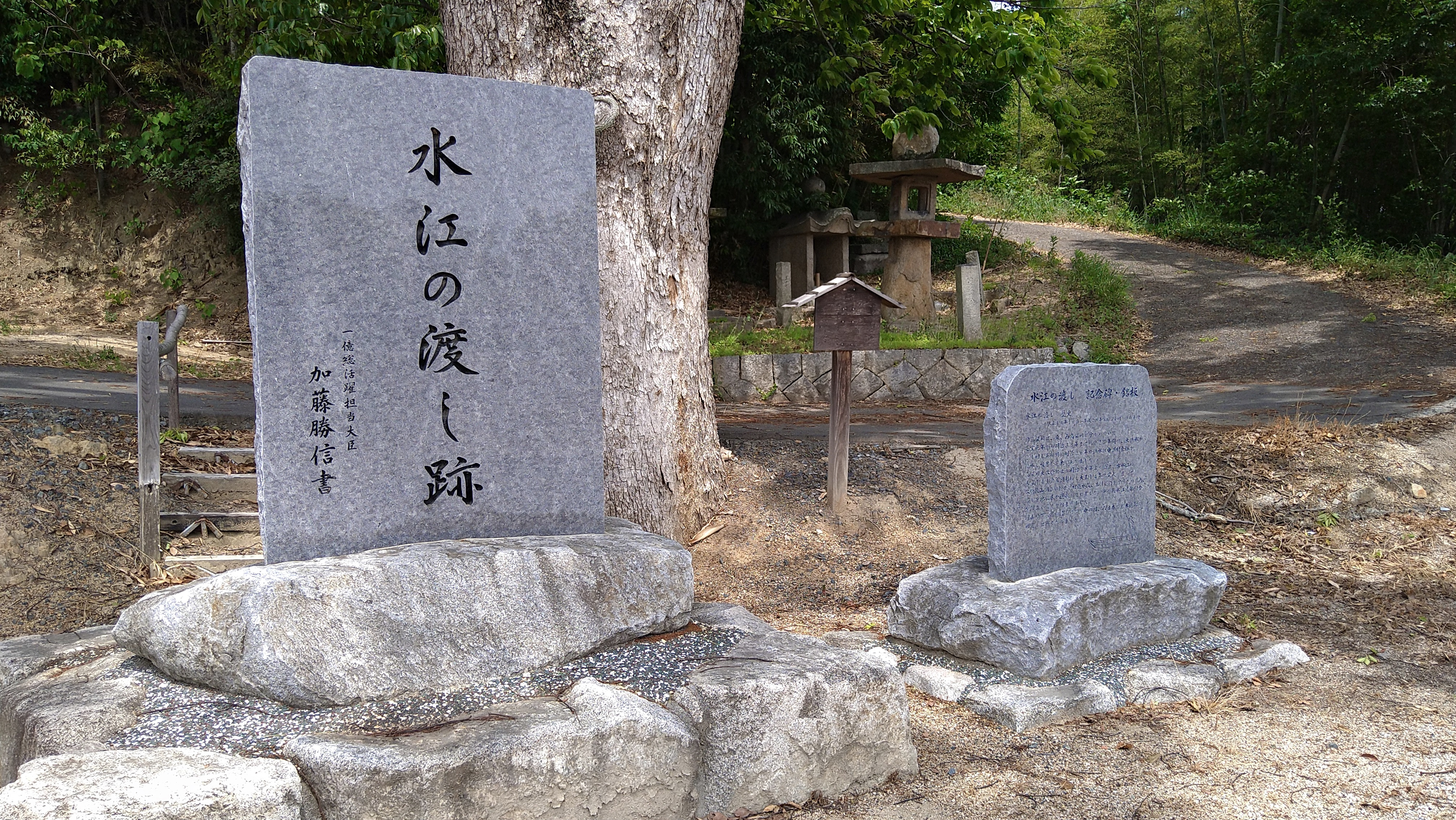
水江の渡しの碑

前述の高梁川の改修により、新河道によって酒津・水江が分断して以来、両岸を結ぶ交通手段として酒津の渡し・水江の渡しと呼ばれる小規模な渡船があった。
しかし、分断されて以降、西岸側の人口は減少し続け、現在は数軒の民家やわずかな墓地・農地と神社、酒津焼の窯場がある程度であり、一日の利用客数はわずか数人であった。
酒津の渡しは現在すでに廃止となっており、水江の渡しも2016年1月に倉敷大橋が開通したことで同年3月末をもって廃止された。

## 人口・世帯数
平成24年9月末現在。
| 町字     | 世帯数 | 男性人口 | 女性人口 | 総人口 | 備考 |
| 安江     | 1449   | 1688     | 1992     | 3680   |      |
| 八王寺町 | 726    | 818      | 902      | 1720   |      |
| 酒津     | 1349   | 1528     | 1673     | 3201   |      |
| 水江     | 2036   | 2480     | 2650     | 5130   |      |
| -------- | ------ | -------- | -------- | ------ | ---- |
| 合計     | 5560   | 6514     | 7217     | 13731  |      |

## 郵便番号
全域が倉敷郵便局管区。
- 酒津 - 710-0801
- 水江 - 710-0802
- 安江 - 710-0825
- 八王寺町 - 710-0816

## 沿革
- 天平年間 - 吉備の穴海の一部が干拓され、当エリア平地部の一部が開墾される。
- 元和4年 - 開墾により窪屋郡水江村が誕生する。
- 元和5年 - 開墾により窪屋郡安江村が誕生する。
- 明治16年2月 - 窪屋郡水江村・酒津村・中島村が三村連合をつくる。
- 明治22年6月1日 - 上記3村が合併し、中洲村を新設。役場を水江に置く。また、窪屋郡安江村・沖村・四十瀬村・富井村・福井村の5村が合併し、大市村を新設。
- 明治33年4月 - 郡の統合により都窪郡となる。
- 明治34年4月1日 - 都窪郡大市村と葦高村が合併し大高村を新設。
- 明治40年 - 高梁川の改修工事が起工する。
- 大正14年4月 - 高梁川の改修工事が竣工する。東高梁川は廃川となる。
- 昭和2年4月1日 - 大高村が旧倉敷市へ編入合併する。
- 昭和2年5月 - 倉敷絹織倉敷工場が中洲村水江の廃川地に設立される。
- 昭和15年12月1日 - 中洲村が町制を施行し、中洲町となる。
- 昭和19年1月1日 - 中洲町が旧倉敷市に編入合併する。
- 昭和42年2月 - 旧倉敷市・玉島市・児島市が合併し新倉敷市を新設する。
- 平成11年9月21日 - クラレの工場の一部の跡地にイオン倉敷ショッピングセンター（現イオンモール倉敷）が造成され、開店する。

## 産業・特産品
- 花莚
- 人工絹糸
- 醤油
- 豆腐
- 酒津焼
- カワガニ - 水江・酒津
- 米 - 現在は衰退
- 麦 - 現在は衰退
- イグサ - 現在は衰退
- レンコン - 現在は衰退
- 切り花 - 現在は衰退

## 主要施設
行政施設
- 倉敷消防署中洲分署 - 水江
- 中洲交番 - 水江
- 酒津変電所 - 水江
- 酒津公園 - 酒津

教育施設
- 倉敷市立中洲小学校 - 水江
- 倉敷市立中洲幼稚園 - 安江
- 倉敷市立大内保育園中洲分園 - 安江
- みのり幼稚園 - 酒津
- 精思高等学校 - 八王寺町

郵便局
- 倉敷八王寺郵便局 - 八王寺町

金融機関
- トマト銀行 - 八王寺町
- 玉島信用金庫 - 八王寺町

大型商業施設
- イオンモール倉敷

企業
- クラレ倉敷工場 - 水江・酒津
- とら醤油 - 酒津
- 丸大食品 - 水江
- 白神商店 - 水江
- トクラ - 水江
- 中国化工 - 水江
- 山陽瓦 - 水江
- クラレ研究所 - 酒津

神社仏閣
- 総神社 - 水江
- 和霊神社 - 水江
- 御崎神社 - 安江
- 八幡神社 - 酒津
- 八幡神社 - 酒津（八幡山）
- 祇園神社 - 八王寺町
- 三社宮 - 八王寺町
- 多聞寺 - 水江、真言宗
- 済興寺 - 酒津
- 多聞寺 - 水江、真言宗

史跡
- 酒津遺跡

地理
- 八幡山 - 酒津
- 高梁川
- 南部川（南部用水）
- 西部川（西部用水）